# 曾惜
曾惜（1993年6月14日—），中国流行乐女歌手，生于重庆。2015年3月，发行个人专辑《不要你为难》。2016年，跨界出演电影《奇侠》。2018年2月，加入酷狗音乐。5月，她与歌手李袁杰共同演唱的歌曲《讲真的》正式发行。7月，参加酷狗音乐真人秀节目《酷狗哆来咪》。